# マネキン人形

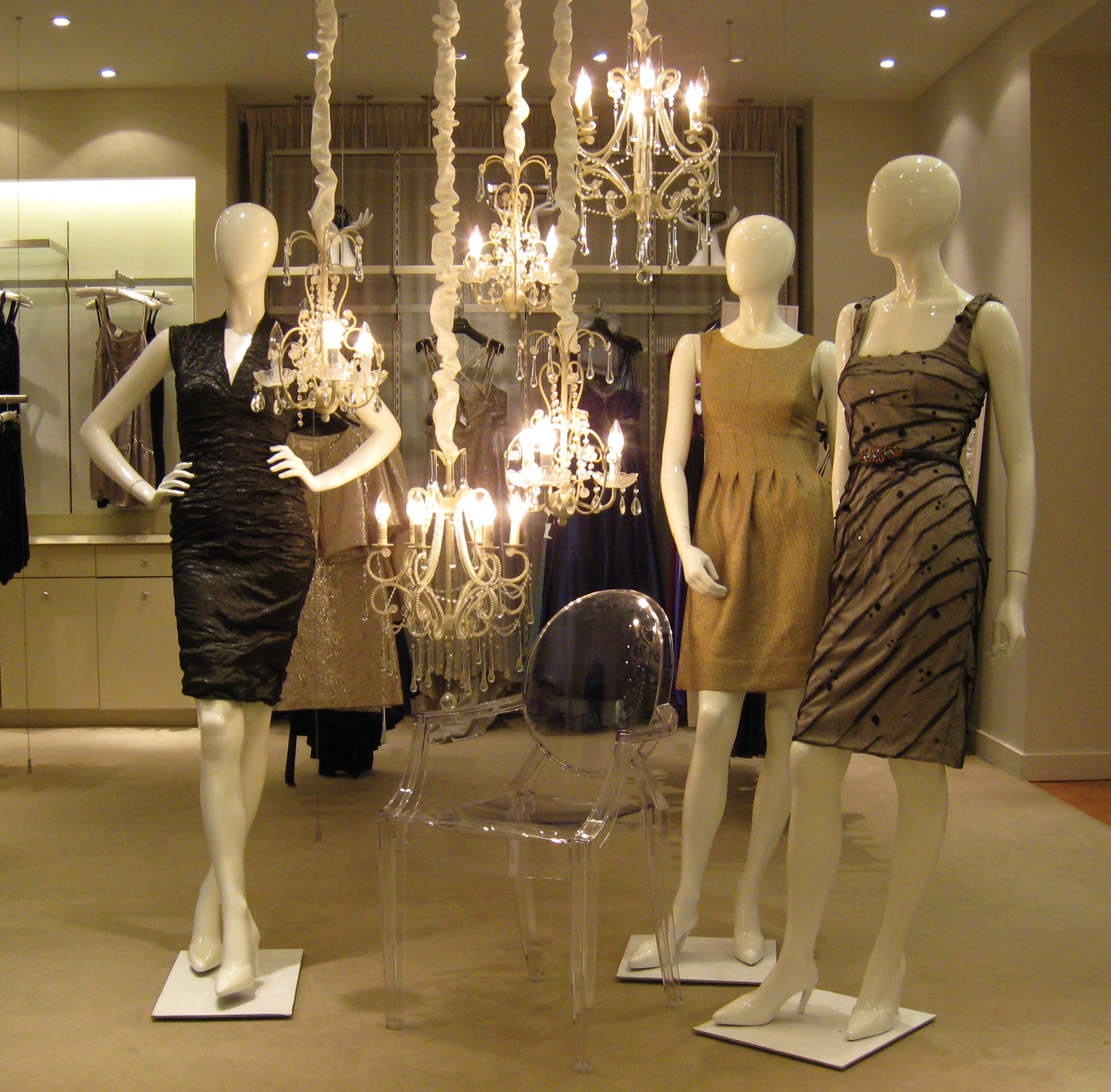
マネキン（カナダの衣料品店）

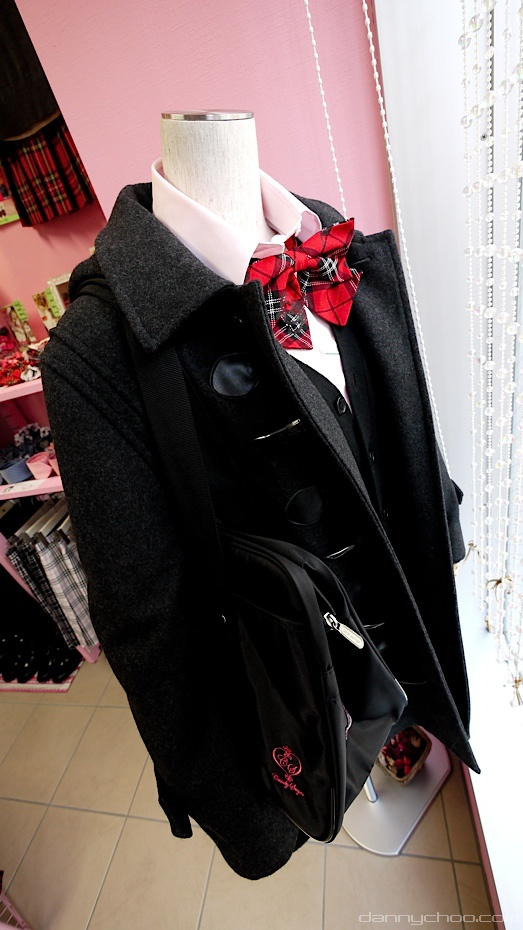
日本の女子高生の制服とバッグを持ったマネキン。

マネキン人形（マネキンにんぎょう、英: Mannequin）は、衣服やファッションの陳列あるいは工学上の研究に用いる人体を模した人形。マヌカン人形ともいう。「マネキン」、mannequinという語は、中世のオランダ語で「人間」を意味するmanの愛称形であるmannekijnに由来する。
「マネキン」および「マヌカン」はファッション・モデルや衣服の販売などに従事する人をも意味するが、マネキン人形を示す意味、略称でも使われる（誤った略し方と言われるが、携帯電話を携帯と言うのと同じことである。）。

## 被服用のマネキン
世界最古のマネキンは、エジプトの王墓から発掘された、等身大の木彫りの人形（王の代わりに衣装の仮仕立てに用いたとされる）という説がある。

### 西洋での歴史

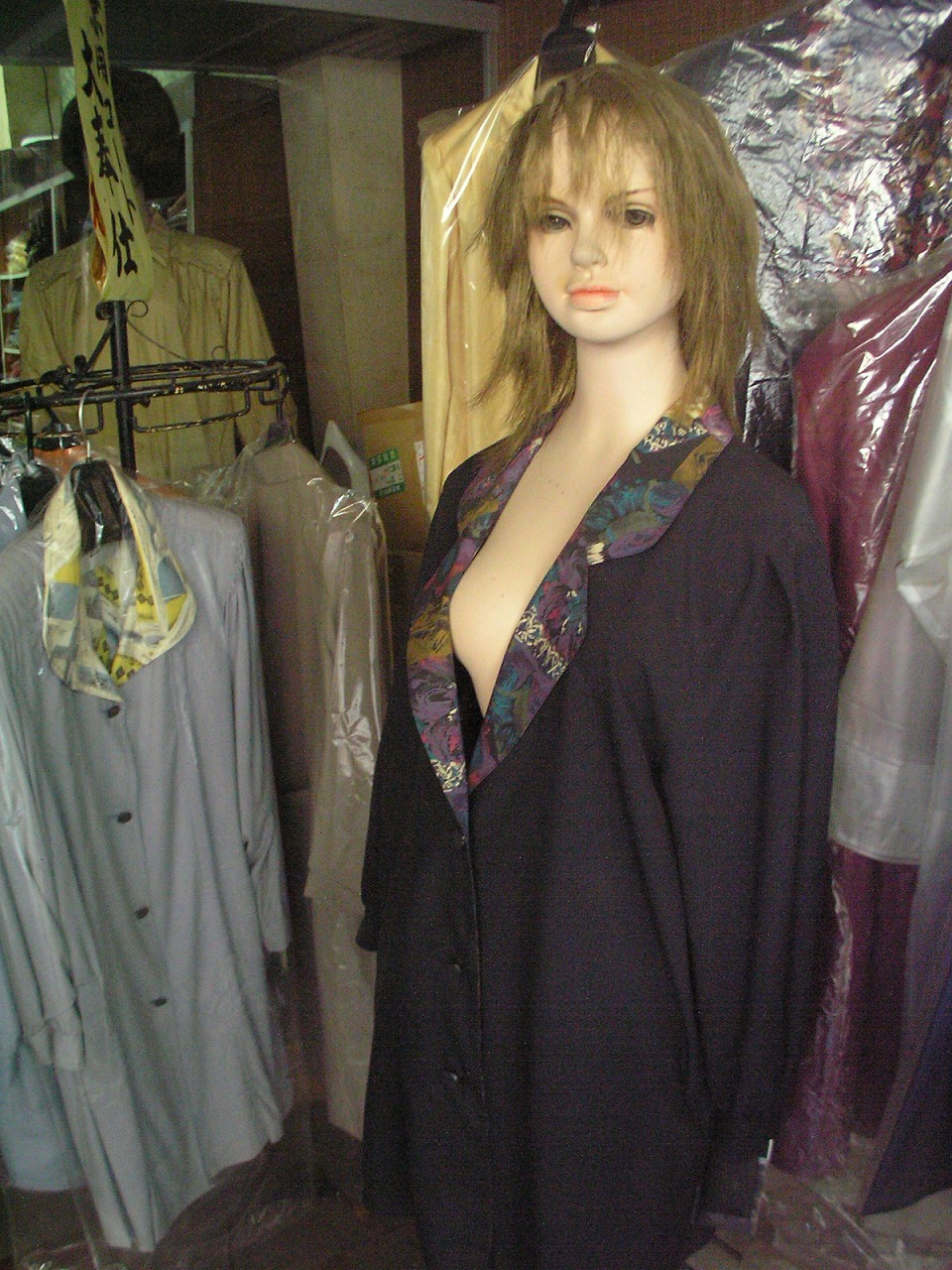
FRP製のマネキン人形（三木市なめら商店街）

16世紀（14世紀初めに既にあったという説もある）のフランスには、商業で衣服の宣伝用にミニチュア版の衣服を着せる目的でビスク・ドールが使われていた。その後、より効果を追求した結果、19世紀頃に、現在のような等身大サイズのマネキン人形にとって代わることになった。ただし、過渡期は籐製やブリキ製の立体ディスプレイ・ハンガーの様相であった。（トルソーを参照）
20世紀にはいると、いくつかのマネキン人形製造会社がパリに設立され、蝋を使用した工業製品としてのマネキン人形が生産されるようになった。1911年には肩関節から腕を取り外し可能な、はじめて衣服の完全な脱着ができる画期的なマネキン人形が発表される。以後、腕と頭部は蝋製で胴体のみ木製フレームに綿入れのキルティングをしたものが主流となった。（縫製に用いる人台に似た形状の胴）
しかし、蝋製のマネキン人形は、ショーウィンドーの照明の熱で溶けたり、重量が重すぎて搬入や移動が困難で、その際に壊れることも多かった。そこで、素材をカルトン（ボール紙）製としたマネキンが1920年代に製作された。この軽量な素材は多彩な表現を可能にし、戦前を代表するアールデコスタイルを持つ、革新的なマネキン人形を生み出した。美術においてはジョルジョ・デ・キリコやカルロ・カッラ等の形而上絵画に象徴的モチーフとして見られるようになった。
日本ではフランス語のマヌカンのままだと「客を招かん（マヌカン）」と客商売として縁起が悪いとして、マネキン「客を招き（マネキン）」が用いられるようになった。

### 日本での歴史

#### 戦前・戦中
まだ着物中心だった時期は、生人形に着せて展示していた:84。その後、三越、日本橋高島屋がフランスからマネキンを輸入したが、高価だったため普及には至らなかった。
1925年に、当時蝋製マネキンの修理を行っていた島津製作所が洋装マネキン制作に着手。1930年には、蝋ではなくファイバー製（紙製）の軽量なマネキンも開発され、安価な供給が可能となり、国産マネキンが普及していった。ファイバー製マネキンは、楮製紙（ちょせいし）という和紙の一種を張り子のようにして作る。島津製作所は以前から紙製の人体模型を「島津式ファイバー製法」で作っており、マネキン事業には人体模型の技術が活用された。

#### 戦後
1960年代には、ファイバー（紙）製よりも生産性・強度向上をはかったFRP（グラスファイバーを使った繊維強化プラスチック）製のマネキンが主流となった。
1968年に渋谷西武百貨店が、当時人気を博していたファッションモデル・ツイッギーをモデルとしたマネキンを、イギリスのアデル社から輸入。追随する形で、特徴あるマネキンの一部輸入を始める企業も出てきた。

### 裁断用

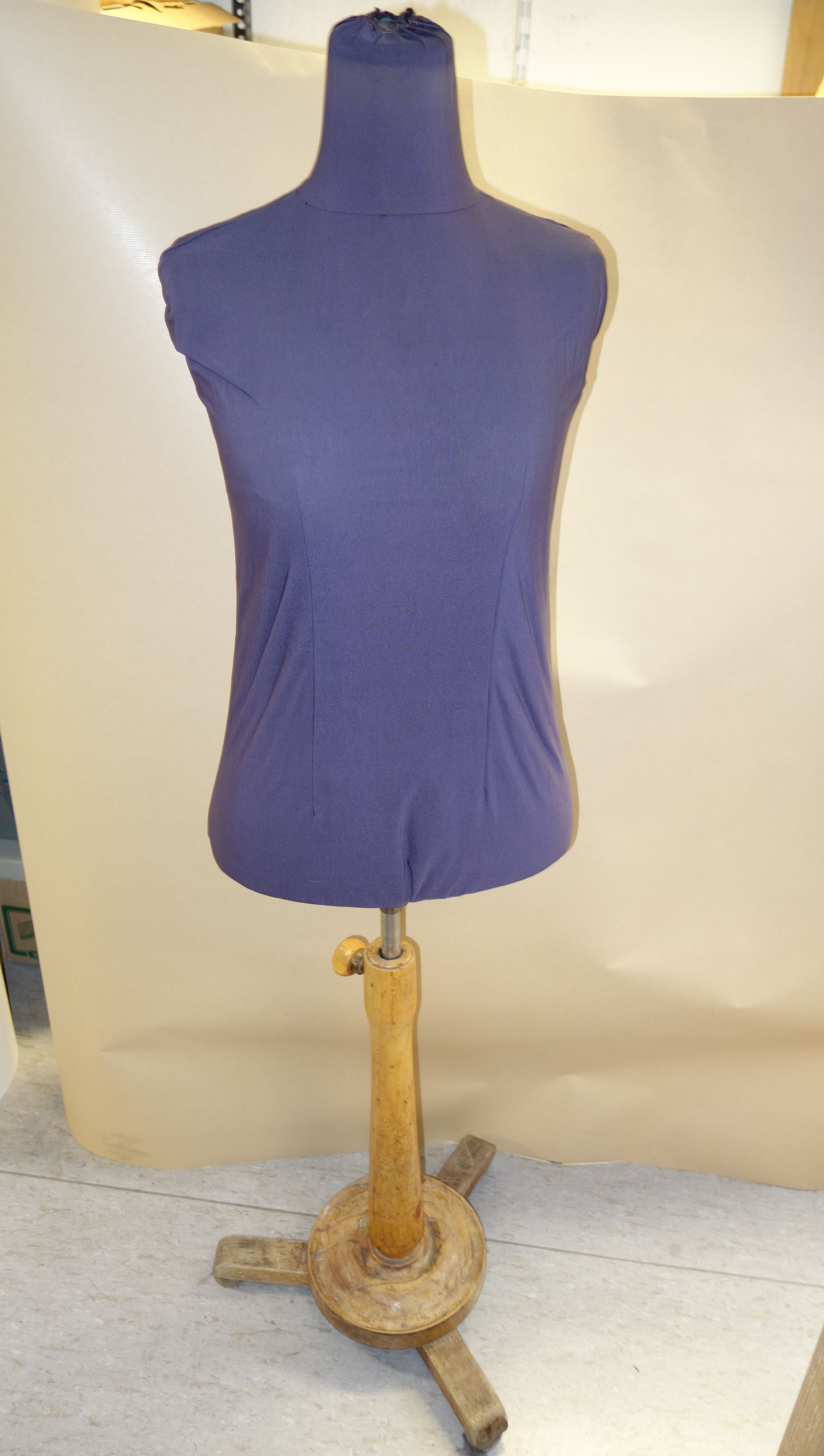
スタンド付きの人台

衣服を製作するための裁断用の型とする人形は人体ダミーとも呼び、胴体だけのものはスタンド付きの人台 (dress form) あるいはボディと呼ぶ。

## 工学用のマネキン
人体各所の温度上昇や熱流束の定量的な測定に用いられる人形としてサーマルマネキンがある。また、自動車などの衝突時の人体への影響を測定するためのマネキン人形としてダミー人形がある。

### ファントム
人体に吸収される電磁波を計測するための人体模型はファントムと命名されている。生理食塩水が充填されているファントムがあるし、人体と電気的に等価なファントムもある。